# Xenophrys dringi
Xenophrys dringi är en groddjursart som först beskrevs av Inger, Stuebing och Tan 1995.  Xenophrys dringi ingår i släktet Xenophrys och familjen Megophryidae. IUCN kategoriserar arten globalt som nära hotad. Inga underarter finns listade i Catalogue of Life.